# Pieter Collen
Pieter Collen (Gent, 20 juni 1980) is een Belgische voormalig voetballer die doorgaans als verdediger speelde. Hij speelde voor KAA Gent, Vitesse, N.E.C., Feyenoord, NAC Breda, Sint-Truiden, SC Cambuur, KSK Beveren en Brisbane Roar. Collen debuteerde in 2006 als international van het Belgisch voetbalelftal.

## Clubcarrière

### KAA Gent
Collen begon zijn profcarrière in zijn geboortestad bij KAA Gent, waar hij twee seizoenen lang de blauw/witte kleuren verdedigde alvorens hij naar Nederland vertrok. In totaal speelde Collen 35 wedstrijden voor KAA Gent.

### Vitesse en N.E.C.
In Nederland kwam hij terecht bij Vitesse, maar daar kwam hij niet aan spelen toe. Zijn enige wedstrijd speelde hij op 28 oktober 1999 in de UEFA Cup tegen RC Lens, dat met 1-4 won. Hij speelde 21 minuten. Die winter trok hij al naar aartsrivaal N.E.C. Daar dwong hij wel direct een basisplaats af en maakte vooral indruk tijdens zijn tweede seizoen in Nijmegen. Hij speelde 35 wedstrijden in dat seizoen en kwam daarin tot twee goals.

### Feyenoord en NAC Breda
Hij trok de interesse van Feyenoord en tekende vervolgens ook een contract in Rotterdam. Eenmaal in Rotterdam aangekomen begon Collen op de bank. Door zijn goede spel op de trainingen wist hij echter een basisplaats af te dwingen en kwam hij tot een aantal goede wedstrijden, in zowel de Eredivisie als in de Champions League. Toen sloeg het noodlot echter toe en kreeg hij te maken met een flinke blessuregolf. Hij zou in 2001/02 niet meer aan spelen toekomen vanwege de langdurige revalidatie. Toen hij weer zo goed als fit verklaard was, werd hij uitgeleend aan NAC Breda, waar hij opnieuw te maken kreeg met een blessure, waarna hij terugkeerde bij Feyenoord en opnieuw een heel seizoen lang moest revalideren.
De ommekeer kwam halverwege het seizoen 2003/2004 toen hij eindelijk weer fit verklaard was. Hij werd opnieuw uitgeleend aan NAC Breda en kwam daar in anderhalf seizoen tot 51 wedstrijden. Feyenoord haalde hem vervolgens weer terug bij de selectie voor het seizoen 2005/2006, maar onder trainer Erwin Koeman kwam hij aanvankelijk, mede door blessures, maar weinig aan spelen toe. Sinds februari stond hij echter weer geregeld in de basis, en behoorde hij zelfs enige malen tot een van de uitblinkers. In het seizoen 2007/08 komt hij bij Feyenoord niet meer in de plannen voor en speelt hij bij Jong Feyenoord. 

### Sint Truiden
In de winterstop ging hij naar Sint-Truiden, waar hij een contract tekende tot 2010. Dit werd aan het eind van het seizoen echter in goed overleg ontbonden. Hij speelde zestien wedstrijden voor de Belgische club.

### SC Cambuur
In de eerste helft van het seizoen 2008/09 was hij clubloos. Om zijn conditie op peil te houden trainde vanaf 8 september 2008 mee met zijn oude N.E.C. nadat hij hierover informeel contact had gehad met trainer Mario Been. Op 2 januari 2009 werd bekendgemaakt dat er interesse was voor Collen van SC Cambuur. Collen trad daar in dienst op amateurbasis. Hij kreeg een half jaar de tijd om een contract te verdienen en na dit halfjaar vertrok hij weer. 

### Einde carrière
Hij kwam terecht bij KSK Beveren in België, maar ook hier liet hij na een halfjaar zijn contract alweer ontbinden. Niet veel later tekende hij een contract voor drie maanden in Australië, bij Brisbane Roar. Vanaf de zomer van 2010 ging hij spelen bij Excelsior Maassluis en een trainerscursus volgen. Na enkele maanden stopte hij bij Excelsior Maassluis. 

## Clubstatistieken
| Seizoen        | Club           | Competitie      | Competitie | Competitie | Beker | Beker | Europa | Europa | Totaal | Totaal |
| Seizoen        | Club           | Competitie      | Wed.       | Dlp.       | Wed.  | Dlp.  | Dlp.   | Dlp.   | Wed.   | Dlp.   |
| -------------- | -------------- | --------------- | ---------- | ---------- | ----- | ----- | ------ | ------ | ------ | ------ |
| 1997/98        | KAA Gent       | Eerste Klasse A | 5          | 0          | 0     | 0     | –      | –      | 5      | 0      |
| 1998/99        | KAA Gent       | Eerste Klasse A | 30         | 2          | 2     | 0     | –      | –      | 32     | 2      |
| 1999/00        | Vitesse        | Eredivisie      | 0          | 0          | 0     | 0     | 1      | 0      | 1      | 0      |
| 1999/00        | N.E.C.         | Eredivisie      | 12         | 0          | 2     | 0     | –      | –      | 14     | 0      |
| 2000/01        | N.E.C.         | Eredivisie      | 30         | 2          | 5     | 0     | –      | –      | 35     | 2      |
| 2001/02        | Feyenoord      | Eredivisie      | 4          | 0          | 0     | 0     | 5      | 0      | 9      | 0      |
| 2002/03        | → NAC Breda    | Eredivisie      | 1          | 0          | 0     | 0     | –      | –      | 1      | 0      |
| 2003/04        | → NAC Breda    | Eredivisie      | 19         | 0          | 2     | 1     | 1      | 0      | 22     | 1      |
| 2004/05        | → NAC Breda    | Eredivisie      | 32         | 0          | 5     | 0     | –      | –      | 37     | 0      |
| 2005/06        | Feyenoord      | Eredivisie      | 9          | 0          | 0     | 0     | –      | –      | 9      | 0      |
| 2006/07        | Feyenoord      | Eredivisie      | 3          | 0          | 0     | 0     | –      | –      | 3      | 0      |
| 2007/08        | Feyenoord      | Eredivisie      | 0          | 0          | 0     | 0     | –      | –      | 0      | 0      |
| 2007/08        | Sint-Truiden   | Eerste Klasse   | 16         | 0          | 0     | 0     | –      | –      | 16     | 0      |
| 2008/09        | SC Cambuur     | Eerste Divisie  | 7          | 0          | 0     | 0     | –      | –      | 7      | 0      |
| 2009/10        | KSK Beveren    | Tweede Klasse   | 16         | 0          | 2     | 0     | –      | –      | 18     | 0      |
| 2009/10        | Brisbane Roar  | A-League        | 5          | 0          | 0     | 0     | –      | –      | 5      | 0      |
| Carrièretotaal | Carrièretotaal | Carrièretotaal  | 189        | 4          | 18    | 1     | 7      | 0      | 214    | 5      |

## Interlandcarrière
In mei 2006, als speler van Feyenoord, maakte Collen zijn debuut als international in het Belgisch voetbalelftal. Hij speelde twee interlands voor België, beide dat jaar.
| Nr° | Wedstrijd              | Uitslag | Type wedstrijd       |
| --- | ---------------------- | ------- | -------------------- |
| 1.  | België – Saoedi-Arabië | 2 – 1   | Vriendschappelijk    |
| 2.  | Armenië – België       | 0 – 1   | Kwalificatie EK 2008 |

## Erelijst

### Met Feyenoord:
- UEFA Cup: 2002